# Monoplex trigonus
Espèce
Synonymes
- Cymatium trigonum (Gmelin, 1791)

Monoplex trigonus est une espèce de mollusques de la classe des gastéropodes et de la famille des Cymatiidae.

## Synonymes
- Cymatium trigonum (Gmelin, 1791)

## Morphologie
- Taille maximale connue : 4 cm.

## Répartition
- Océan Atlantique.

## Philatélie
Ce coquillage figure sur une émission de l'Angola de 1974 (valeur faciale : 25 $) sous le libellé Cymatium trigonum.